# Brokade
Brokade er et kraftigt mønstervævet stof af silke og senere også af bomuld og kunststoffer (i dag jacquardvævet).
Brokade kan have indvævet tråde af sølv eller guld. Navnet kommer af italiensk broccato, der betyder ”smykket”, idet det er smykket med mønstre ved vævningen. Brokade bruges til kjoler, gardiner og møbelbetræk.